# سیارک ۷۲
سیارک ۷۲ (به انگلیسی: 72 Feronia) هفتاد و دومین سیارک کشف شده‌است که در ۲۹ مه ۱۸۶۱ کشف شد.
قدر مطلق سیارک برابر ۸٫۹۴ است.